# Весь невидимый нам свет
«Весь невидимый нам свет» (англ. All the Light We Cannot See) — исторический роман, написанный в 2014 году американским писателем Энтони Дорром.

## Сюжет
Сюжет книги развивается во время Второй мировой войны одновременно во Франции и Германии. В центре повествования — слепая французская девочка и немецкий мальчик, пытающиеся выжить во время войны.

## Премии и награды
В 2015 году роман получил Пулитцеровскую премию как художественная книга. Роман был включён в списки лучших книг 2014 года изданиями The New York Times и Wired, а также вошёл в шортлист премии National Book Award.
В течение 38 недель 2014—2015 года роман находился в списке бестселлеров по версии газеты New York Times.
Роман был включён в списки бестселлеров по версии Publishers Weekly в 2015 и 2016 годах.
В январе 2025 года пророссийские активисты потребовали запретить роман, назвав его одним из «клеветнических пасквилей на Русского солдата». В феврале роман под давлением активистов был изъят из продажи в России.

## Издания книги
На английском языке
- Anthony Doerr. All the Light We Cannot See. — Scribner, 2014. — 531 с. — ISBN 978-1476746586.

На русском языке
- Энтони Дорр. Весь невидимый нам свет. — М.: Азбука, Азбука-Аттикус, 2015. — 592 с. — ISBN 978-5389-08642-5.

На украинском языке
- Ентоні Дорр. Все те незриме світло. — Х.: КСД, 2015. — 352 с. — ISBN 978-966-14-9637-7.

## Телевизионная адаптация
В марте 2019 года стало известно, что Netflix и студия 21 Laps Entertainment Шона Леви приобрела права на экранизацию романа. В сентябре 2021 года было объявлено, что Netflix заказала производство четырёхсерийного мини-сериала по роману. Режиссёром всех эпизодов станет Шон Леви, а сценарий телевизионной адаптации напишет Стивен Найт.